# Liste der Monuments historiques in Saint-Amand-sur-Fion
Die Liste der Monuments historiques in Saint-Amand-sur-Fion führt die Monuments historiques in der französischen Gemeinde Saint-Amand-sur-Fion auf.

## Liste der Immobilien
| Bezeichnung     | Beschreibung           | Standort                       | Kennzeichnung | Schutzstatus | Datum | Bild           |
| --------------- | ---------------------- | ------------------------------ | ------------- | ------------ | ----- | -------------- |
| Kirche St-Amand | ab dem 12. Jahrhundert | Rue du Pont de l’Église (Lage) | PA00078837    | Classé       | 1875  | weitere Bilder |

## Liste der Objekte
| Bezeichnung                   | Beschreibung                                                                                               | Standort                      | Kennzeichnung | Schutzstatus | Datum | Bild           |
| ----------------------------- | --- | ----------------------------- | ------------- | ------------ | ----- | -------------- |
| Kanzel                        | Holz, 17. Jahrhundert                                                                                      | in der Kirche St-Amand (Lage) | PM51000960    | Classé       | 1911  | weitere Bilder |
| Bilderrahmen (1)              | Holz, vergoldet, 18. Jahrhundert                                                                           | in der Kirche St-Amand (Lage) | PM51002165    | Inscrit      | 1974  |                |
| Kirchenfenster                | Fragmente, 13. und 16. Jahrhundert, modern neu gefasst; im Chorraum, der linken Kapelle und dem Querschiff | in der Kirche St-Amand (Lage) | PM51000958    | Classé       | 1875  | weitere Bilder |
| Skulptur eines Bischofs       | Holz, farbig gefasst und vergoldet, 17. Jahrhundert                                                        | in der Kirche St-Amand (Lage) | PM51002164    | Inscrit      | 1974  |                |
| Orgel                         | Ensemble aus PM51002103 und PM51003000                                                                     | in der Kirche St-Amand (Lage) | PM51003456    | Inscrit      | 2002  |                |
| Orgelprospekt                 | 1867 von Alexandre Jacquet gebaut                                                                          | in der Kirche St-Amand (Lage) | PM51003000    | Inscrit      | 2002  |                |
| Instrumentalteil der Orgel    | 1867 von Alexandre Jacquet gebaut                                                                          | in der Kirche St-Amand (Lage) | PM51002103    | Inscrit      | 2002  |                |
| Skulptur Christus in der Rast | Holz, farbig gefasst, Ende des 16. Jahrhunderts                                                            | in der Kirche St-Amand (Lage) | PM51000964    | Classé       | 1985  |                |
| Glocke                        | Bronze, 1569 gegossen                                                                                      | in der Kirche St-Amand (Lage) | PM51001302    | Classé       | 1991  |                |
| Gemälde Anbetung der Könige   | Ölfarbe auf Leinwand, 1816                                                                                 | in der Kirche St-Amand (Lage) | PM51002167    | Inscrit      | 1974  |                |
| Adlerpult                     | Holz, 18. Jahrhundert                                                                                      | in der Kirche St-Amand (Lage) | PM51000961    | Classé       | 1975  |                |
| Taufbecken                    | Stein, 16. Jahrhundert                                                                                     | in der Kirche St-Amand (Lage) | PM51000965    | Classé       | 1981  |                |
| Skulptur eines Mönchs         | Stein, 17. Jahrhundert                                                                                     | in der Kirche St-Amand (Lage) | PM51002168    | Inscrit      | 1974  |                |
| Bilderrahmen (2)              | Holz, vergoldet, 19. Jahrhundert                                                                           | in der Kirche St-Amand (Lage) | PM51002166    | Inscrit      | 1974  |                |
| Beichtstuhl                   | Holz, 18. Jahrhundert                                                                                      | in der Kirche St-Amand (Lage) | PM51002171    | Inscrit      | 1974  |                |
| Chorgestühl                   | Holz, 18. Jahrhundert                                                                                      | in der Kirche St-Amand (Lage) | PM51002172    | Inscrit      | 1974  |                |
| Triumphbogen                  | Holz, farbig gefasst und vergoldet, 17. Jahrhundert                                                        | in der Kirche St-Amand (Lage) | PM51000959    | Classé       | 1911  |                |
| Kommuniontisch                | Schmiedeeisen, 1767                                                                                        | in der Kirche St-Amand (Lage) | PM51000962    | Classé       | 1975  |                |
| Skulptur Madonna mit Kind     | Holz, farbig gefasst und vergoldet, 17. Jahrhundert                                                        | in der Kirche St-Amand (Lage) | PM51000963    | Classé       | 1985  |                |
| Kirchenbänke                  | Holz, 18. Und 19. Jahrhundert                                                                              | in der Kirche St-Amand (Lage) | PM51002169    | Inscrit      | 1974  |                |
| Weihwasserbecken (?)          | Gusseisen, 17. Jahrhundert                                                                                 | in der Kirche St-Amand (Lage) | PM51002170    | Inscrit      | 1974  |                |